# Claudio Quartero
Claudio Quartero (Córdoba, 25 de septiembre de 1961) es un músico, compositor y productor argentino. Durante muchos años fue productor y organizador de los shows de Patricio Rey y sus Redonditos de Ricota. Hijo de la Negra Poli ("mánager" del grupo), estuvo ligado desde los comienzos a la historia del grupo. Actualmente es bajista en el grupo de Skay Beilinson llamado Skay y Los Fakires y lleva adelante su propio proyecto de rock progresivo y alternativo La saga de Sayweke

## Biografía
De niño se trasladó a la ciudad de La Plata donde vivió hasta la década de 2000. Allí cursó sus estudios secundarios en la ESST 6 Albert Thomas. En esa época creó su primer banda de Rock llamada Los Búhos. En 1993 crea La saga de Sayweke, una banda de Rock de amplia trayectoria y mucha actividad en los escenarios hasta nuestros días.

### Productor y mánager
En los 90, estuvo relacionado con la firma DBN (Distribuidora Belgrano Norte) y varios sellos discográficos (hasta hace poco tiempo independientes) como Del Cielito Records, Lagash, Trípoli, Tommy Guns, etc. desempeñándose como difusor y productor artístico de donde emergieron nuevos grupos y discos de bandas como El Otro Yo, Memphis la Blusera, Las Pelotas, Bersuit Vergarabat, etc. También desde DBN participó en la difusión y producción ejecutiva desarrollando a los nuevos artistas y realizando las presentaciones de bandas como Almafuerte (banda), Pappo, Hermética (banda), Vox Dei, Logos (banda), etc. De la realización de distintos compilados derivó en la plataforma de nuevos lanzamientos, como “El Rocódromo” (que devino en un programa de TV en Canal 7) y otros donde se destacan Actitud María Marta, Los Tintoreros), Plantas de Shiva, entre otros. También se dedicó a asesorar a los productores que durante los 90 apostaban a la música nacional y que lo llevó a incursionar en muchos proyectos. En su trayectoria trabajó manejando muchas radios del conurbano bonaerense y de las cuales muchos programas se valían de los trabajos antes logrados para moldear su producción artística; mientras que en la zona sur se dedicó a armar rutas de lugares en donde se podían presentar los diferentes artistas, además de relacionarse con varios managers que hoy manejan los destinos de las más conocidas bandas. también participando de muchas charlas, clínicas sobre producción.

## La saga de Sayweke
En 1993 comenzó con su propio proyecto formando un Power trio (el nombre surge en homenaje al cacique mapuche que fue torturado hasta la muerte luego de resistirse al avance salvaje de Roca). El primer CD de la banda salió en 1995 llevando el nombre homónimo del grupo. Luego vinieron "Antes" (1998), "Oropel" (1999), "Tabú" (2001) y “Notorius” (2004). En el año 2000 "La saga de Sayweke" se ganó el reconocimiento como «una de las bandas de rock con mayor cantidad de presentaciones en el país» y fue galardonada por la Municipalidad de La Plata como la banda con más trayectoria y representatividad de la ciudad. Paralelamente tocando con la Saga de Sayweke y trabajando en la producción de Los Redondos, grabó temas para un disco a beneficio de la causa por el sida en las mujeres. Ya en 2017 sigue presentando su banda, LA SAGA con una propuesta de vanguardia instrumental, que habré puertas en diferentes países, presentándose varias veces en NY, París, Ámsterdam, Barcelona, Londres, donde los CD: hipnótico affair, primer hombre, mapuche, suenan en radios alternativas generando contactos y presentaciones con bandas de esos países, también colabora activamente en el estudio de grabación.

## Con Skay y los Fakires
En 2002 Skay Beilinson lo elige para formar parte de su banda y comienza a integrar la formación estable del grupo para las presentaciones en vivo en la Gira A través del mar de los sargazos, y a partir de allí será miembro estable de la banda, grabando todos los discos y en las presentaciones en vivo. En 2004 graba junto a la banda de Skay Talismán, el segundo disco y emprenden una gira nacional para la presentación del mismo. En 2005 participó en la organización del “I Festival de Arte Joven Sub 18” (un espacio de creación, muestra y capacitación artística para menores de 18 años que se realiza en colegios durante todo el año). En 2007 graban La marca de Caín y en 2010 ¿Dónde vas?, en 2013 La luna hueca, en 2016 El Engranaje de Cristal, en 2019 En el Corazón del Laberinto y en 2023 Espejismos.